# Бужари

Бужари на карте штата.

Бужари (порт. Bujari) — муниципалитет в Бразилии, входит в штат Акри. Составная часть мезорегиона Вали-ду-Акри. Входит в экономико-статистический микрорегион Риу-Бранку. Население составляет 8471 человек на 2010 год. Занимает площадь 3034,869 км². Плотность населения — 2,79 чел./км².
Покровителем города считается Иоанн Креститель.
Праздник города — 28 апреля.

## История
Город основан в 1992 году.

## Границы
Муниципалитет граничит:	
- на севере — штат Амазонас
- на северо-западе — муниципалитет Сена-Мадурейра
- на востоке — муниципалитет Порту-Акри
- на юге и на юго-западе— муниципалитет Риу-Бранку
- на юго-востоке — Боливия

## Демография
Согласно сведениям, собранным в ходе переписи 2010 г. Национальным институтом географии и статистики (IBGE), население муниципалитета составляет:
| Полное население                               | Полное население                               | Полное население                               | Полное население                               | 8471  |
| ---------------------------------------------- | ---------------------------------------------- | ---------------------------------------------- | ---------------------------------------------- | ----- |
| в том числе:                                   | Городское население                            | 3693                                           | Процент городского населения, %                | 43,60 |
|                                                | Сельское население                             | 4778                                           | Процент сельского населения, %                 | 56,40 |
|                                                | Мужское население                              | 4569                                           | Процент мужского населения, %                  | 53,94 |
|                                                | Женское население                              | 3902                                           | Процент женского населения, %                  | 46,06 |
| Плотность населения, чел/км²                   | Плотность населения, чел/км²                   | Плотность населения, чел/км²                   | Плотность населения, чел/км²                   | 2,79  |
| Население муниципалитета в % к населению штата | Население муниципалитета в % к населению штата | Население муниципалитета в % к населению штата | Население муниципалитета в % к населению штата | 1,15  |

По данным оценки 2015 года, население муниципалитета составляет 9 339 жителей.

## Важнейшие населенные пункты
| № | Населённый пункт | Населённый пункт (порт.) | Категория | Население чел. (2010) | На карте                       |
| - | ---------------- | ------------------------ | --------- | --------------------- | ------------------------------ |
| 1 | Бужари           | Bujari                   | город     | 3693                  | 9°49′50″ ю. ш. 67°57′07″ з. д. |
| 2 | Дон-Моасир       | Dom Moacir               | поселок   | нет данных            | 9°47′21″ ю. ш. 67°59′40″ з. д. |
| 3 | Вила-Жуан-Томе   | Vila João Tomé           | поселок   | нет данных            | 9°41′47″ ю. ш. 68°06′11″ з. д. |

## Статистика
- Валовой внутренний продукт на 2005 год составляет 78 651 тыс. реалов (данные: Бразильский институт географии и статистики).
- Валовой внутренний продукт на душу населения на 2005 год составляет 9338 реалов (данные: Бразильский институт географии и статистики).
- Индекс развития человеческого потенциала на 2000 год составляет 0,639 (данные: Программа развития ООН).